# Madagascarchaea spiceri
Madagascarchaea spiceri es una especie de arácnido perteneciente al género Madagascarchaea, dentro de la familia Archaeidae, del orden de las arañas.

## Distribución
La especie se distribuye en Madagascar.

## Taxonomía
Fue descrita científicamente por Hannah Marie Wood en 2008. 